# Мирівське
Мирівське — історична місцевість в Тернівському районі Кривого Рогу. Колишнє селище міського типу.

## Розташування
Розташовується зв 5 км на захід від міста сполучено з ним дорогою. За 1 км від Мирівського розташовується село Красна Балка.

## Історія
Рішенням облради від 10 листопада 1958 р. смт Мирівське Криворізького р-ну передано в підпорядкування Криворізькій міськраді.
В 1997 році селище міського типу Мирівське було ліквідоване й увійшло до складу м. Кривий Ріг.